# Badebekleidung

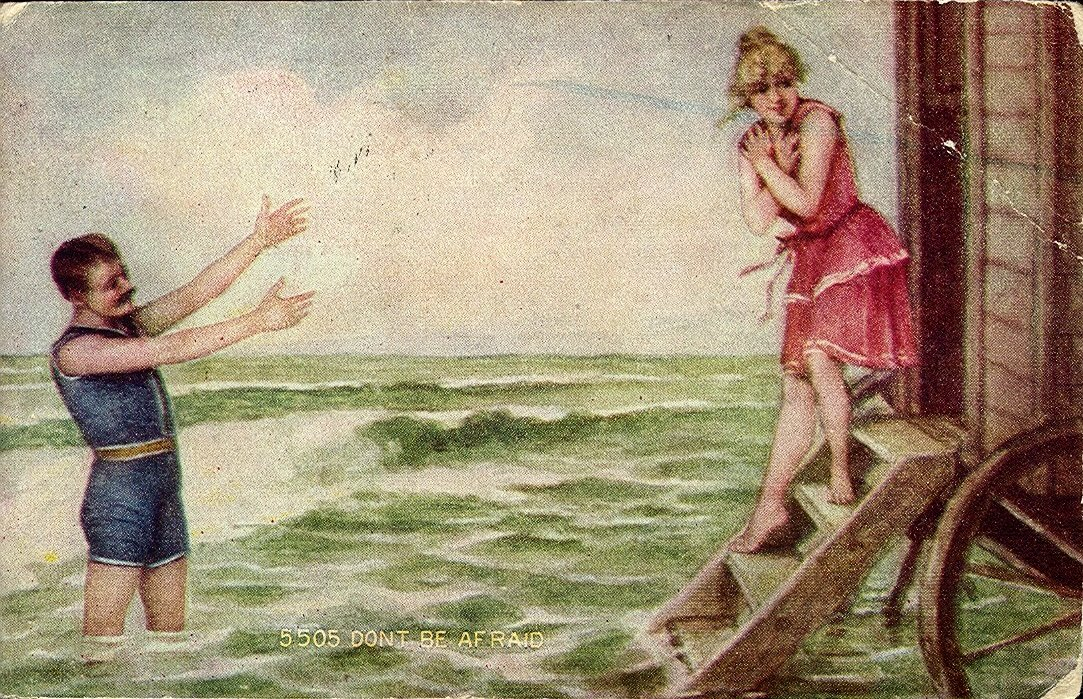
Badebekleidung um 1910

Als Badebekleidung wird Kleidung bezeichnet, die zum Schwimmen oder Baden getragen wird. Sie bedeckt in jeweils unterschiedlichem Ausmaß den Körper. Frauen tragen zum Schwimmen in der Regel einen Badeanzug (schweiz. Badkleid, Badekleid). Ein zweiteiliger Anzug wird als Bikini bezeichnet. Männer tragen in der Regel Badehosen oder einteilige Schwimmanzüge.

## Badekleidung für beide Geschlechter

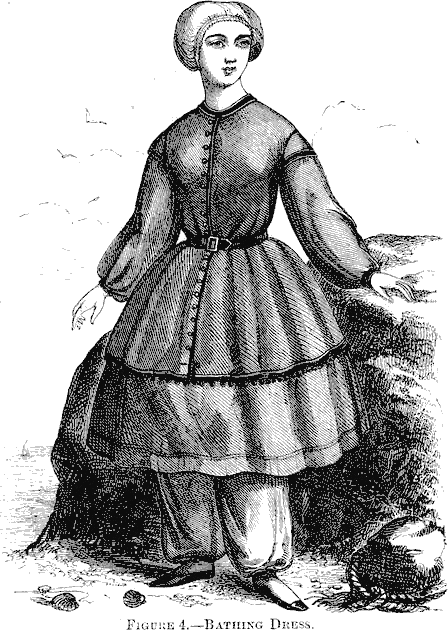
Badeanzug für Damen, 1858

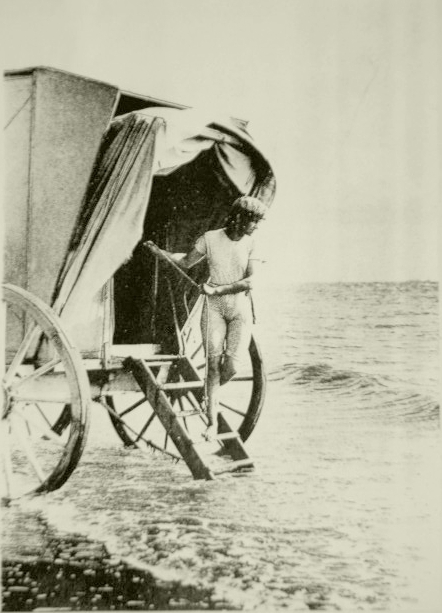
Badekleidung für Männer erlaubte mehr Haut, 1891

Gesellschaftsbäder, Badanlagen oder Badestrände, wie wir sie heute kennen, wurden erst gegen Ende des 19. Jahrhunderts populär. Davor wurde – wenn überhaupt – nur in den bereits seit dem Mittelalter bekannten Bade- oder Kurorten gebadet und das meistens in Wannenbädern. In diesen hatte die Badekleidung keine wesentliche Bedeutung, die Privatsphäre erlaubte nacktes Baden und durch die fehlende Schwimmmöglichkeit war auch schwere Baumwollkleidung kein Problem. Ende des 19. Jahrhunderts kamen die ersten richtigen (Strand-)Badeanstalten in Europa auf. Diese wurden zunächst – streng nach Geschlechtern getrennt – in möglichst undurchsichtiger und wollener Kleidung besucht, alles andere galt insbesondere bei Damen als unsittlich. Gewobene Baumwolle ist wenig elastisch, wird nass sehr schwer und trocknet nur sehr langsam. Während um 1900 immerhin für den Turn- und Schwimmsport der Herren bequemere und elastischere Wirk- und Strickwaren gesellschaftsfähig wurden, wurden Frauen, die sich ebenso kleideten, gebüßt oder gar verhaftet, so etwa Annette Kellerman 1907. Eigentliche Sport- und Bademode begann sich erst mit dem Hygiene- und Gesundheitsdiskurs, dem Reformkleiddiskurs der Körperkulturbewegungen und den damit einhergehenden Gesundheits- und Lebensberatungen herauszubilden. Diese Bewegungen ermöglichten die breite Akzeptanz bequemerer Bekleidung insgesamt und der Befreiung des weiblichen Körpers insbesondere vom Korsett. Badebekleidung im heutigen Sinn ist seit der Zwischenkriegszeit populär. Die erste schweizerische Bade-Modeschau fand 1930 im Lido (Seebad) in Luzern statt.
Badekleidung wurde im frühen 20. Jahrhundert immer häufiger auch an Stränden gefordert, wo zuvor das Nacktbaden toleriert worden war. Neben dem vorgeblichen Sittenzerfall durch das Nacktbaden bestehen durchaus kommerzielle Interessen daran, Badekleidung vorzuschreiben: Die Bademode, an der ein ganzer Industriezweig gut verdient und mit der sich Personen auch gern selbst in Szene setzen, ist an Nacktbadestränden bedeutungslos. Dem Schutz vor Kälte und Nässe dient die zeitweise immer knapper werdende Bademode ebenfalls nicht.
Obwohl sie bei Frauen öfter anzutreffen sind, werden Badekappen sowohl von Männern als auch von Frauen getragen. Dies ist zum einen auf die frisurschützende Funktion einer Bademütze und zum anderen auf die nur noch in wenigen Bädern bestehende Pflicht zum Tragen einer solchen Kopfbedeckung zurückzuführen. Während Männer beim Schwimmsport oft mit rasiertem Haupthaar antreten, verwenden Frauen ebenfalls eng anliegende Badekappen.
Badeschuhe, meist in Form von Sandalen, dienen im Schwimmbad als Schutz vor Fußpilzerkrankungen, am steinigen Strand – ebenso wie Schwimmschuhe – hingegen eher der Vorbeugung vor Fußverletzungen. Hier werden sie oft auch während des Schwimmens anbehalten.
Wettkampfschwimmkleidung kann je nach Ausführung für Männer und Frauen auch lange Ärmel und Beine haben. Verbreitet sind neben herkömmlichen Schwimmanzügen und Hosen auch solche, die aufgrund ihrer glatten Oberfläche den Wasserwiderstand vermindern und damit die Geschwindigkeit erhöhen können. Es gibt Badeanzüge mit spezieller Oberflächenstruktur, die einen geringeren Wasserwiderstand erzeugen sollen. Einige Hersteller bieten solche Badeanzüge ausdrücklich für Männer und Frauen an, andere Hersteller differenzieren Männer- und Frauenmodelle. Diese „Bodyskin“-Anzüge beinhalten meistens auch den Kunststoff Neopren, da die Oberfläche bei diesem Stoff noch geringeren Widerstand ermöglicht.
Moderne Badebekleidung für beide Geschlechter besteht aus Stoffen, die sich kaum mit Wasser vollsaugen und im nassen Zustand nicht schwerer werden. Auch trägt man sie direkt auf der Haut, also ohne Unterwäsche. In einigen Frei- und Schwimmbädern ist das Tragen von langen Shorts verboten. Es werde viel Wasser mit den Bermudashorts aufgesaugt und aus dem Becken getragen. Dieses Wasser müsse dann wieder aufgefüllt werden und mache die Umgebung des Bassins rutschig. Auch könnten sich in den Taschen der Shorts Abfälle wie Taschentücher oder Zigarettenstummel befinden.

## Unterschied zwischen Freizeit und Sport

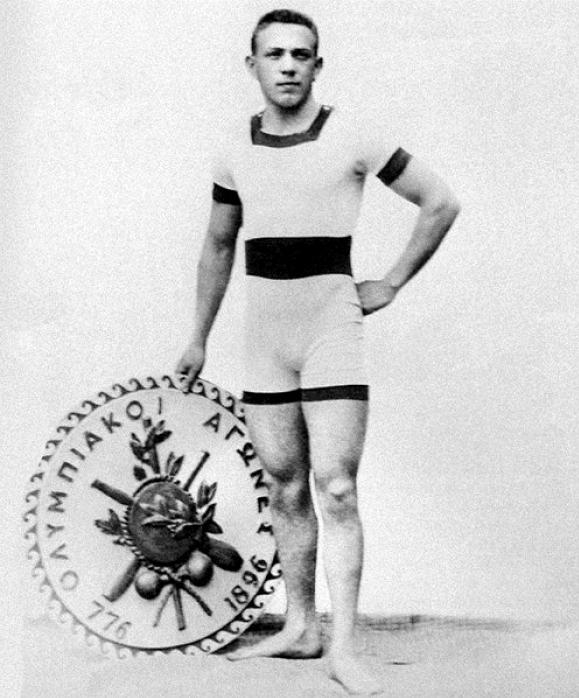
Badebekleidung bei den Olympischen Spielen 1896

Je nachdem ob Badebekleidung für den professionellen Schwimmsport oder das Baden in der Freizeit gedacht ist, bestehen deutliche Unterschiede. Beim Freizeitschwimmen sind gute Schwimmleistungen eher nebensächlich, während Bequemlichkeit, Zugang zu Sonnenlicht, Erotik und das Vorhandensein von Taschen wünschenswert sind. Im Profisport ist es im Gegensatz dazu wünschenswert, dass die Kleidung wenig Reibung erzeugt und nicht behindert. Viele Männer tragen beim Freizeitschwimmen Badehosen mit weiten Beinen, die bis zu den Knien reichen können (Badeshorts). Vorteile dieser Freizeitvariante sind Bequemlichkeit, Mode und die Tatsache, dass Badeshorts auch vor oder nach dem Baden, beispielsweise auf dem Weg nach Hause, weiterhin getragen werden können, da diese einen Großteil der Oberschenkel bedecken und damit unter Umständen kaum von herkömmlichen Shorts zu unterscheiden sind. Insbesondere bei jüngeren Generationen wird vermehrt eine Unterhose unter den Badeshorts getragen. Vorteil ist, dass der Schwimmer bei Verlust der Badeshorts, beispielsweise durch Sprünge oder absichtliches Herunterziehen durch andere, nicht nackt ist, was bei vollen Bädern zu sehr unangenehmen und peinlichen Situationen führen kann. Unter rationalen Gesichtspunkten gibt es aber keinen wirklichen Vorteil. In vielen Schwimmbädern ist das Tragen von Unterwäsche im Wasser hingegen aus hygienischen Gründen verboten. Des Weiteren steigt die Gefahr von Nieren- und Blasenentzündungen. Bei Frauen hat sich der Bikini im Freizeitbereich durchgesetzt. Dies liegt einerseits am größten Zugang zum Sonnenlicht und andererseits daran, dass mit einem Zweiteiler am besten modische Akzente gesetzt werden können. Aber auch Tankinis und Burkinis sind im Freizeitbereich eine oft gesehene Alternative hierzu, welche jedoch ähnlich wie eine Badeshort sehr viel Wasser aufsaugen und über sehr ungünstige Strömungseigenschaften verfügen.
Wird Schwimmen als Sport (sowohl Breiten- als auch Leistungssport) ausgeübt, kommt fast ausschließlich eng anliegende Badebekleidung zum Einsatz. Dies liegt an dem weit verringerten Wasserwiderstand im Vergleich zu herkömmlicher Badebekleidung. Weiterhin saugt sich diese regelmäßig weniger stark mit Wasser voll und besitzt strömungsgünstigere Eigenschaften aufgrund anderer Materialien. Männer tragen hierbei knappe Badehosen ohne Beine (Briefs), Badehosen mit langen Beinen bis knapp über Kniehöhe (Jammer) oder auch Varianten dazwischen. Frauen tragen in der Regel einen eng anliegenden Badeanzug, welcher ebenfalls eine bessere Strömungseigenschaft verfügt als ein Zweiteiler. Im Freiwasser wird insbesondere bei kälteren Temperaturen oftmals auf einen Neoprenanzug zurückgegriffen. Im Sommer können zusätzlich UV-Shirts getragen werden, um vor direkter Sonneneinstrahlung zu schützen. Auch wenn bei dieser Form der Badebekleidung der Hauptaspekt auf dem sportlichen Schwimmen liegt, gibt es dennoch eine Vielzahl verschiedener Formen, Varianten und Farbkombinationen, um modische Aspekte nicht beiseite zu lassen. Daneben werden oft Schwimmbrillen getragen, welche die Augen vor Bakterien schützen und die Orientierung verbessern sollen. Auch Badekappen und eine Ganzkörperrasur kommen zur Begünstigung der Strömungseigenschaften und des verbesserten Wassergefühls vermehrt zum Einsatz.
Bei Wettkämpfen tragen Schwimmer beiderlei Geschlechts sehr dicht anliegende Badeanzüge, die möglichst viel Haut verdecken. Diese sind oft aus besonderen Materialien, die im Vergleich zu gewöhnlicher Badekleidung eine noch geringere Reibung aufweisen. Dies stand des Öfteren unter Kritik, weil einige Kritiker der Ansicht sind, dass der Schwimmsport so zur Materialschlacht verkomme. Die FINA hat deshalb spezielle Richtlinien erlassen, welche Schwimmanzüge bei internationalen Wettkämpfen zugelassen sind. Die Richtlinien schreiben vor, dass die Schwimmkleidung für Herren höchstens vom Bauchnabel bis zu den Knien und für Damen höchstens vom Nacken bis zu den Knien reichen dürfen. Sie müssen außerdem aus „textilem Material“ sein. Die nationalen Verbände folgen der Vorlage in weiten Teilen. Wettkampfspezifische Schwimmbrillen sind noch einmal etwas flacher und weniger auf Komfort ausgelegt als die allgemeine Variante. Badekappen gehören bei wichtigeren Wettkämpfen ebenso zum obligatorischen Spektrum der Badebekleidung, da Haare eine (geringe) Bremswirkung im Wasser entfalten. Daher wird auch eine Ganzkörperrasur, insbesondere bei wichtigen Wettkämpfen, von Athleten beiderlei Geschlechts durchgeführt.
Spezielle Badebekleidung wird auch während eines Triathlons getragen. Hierbei wird zwischen Ein- und Zweiteilern unterschieden, welche unterschiedliche Vor- und Nachteile mit sich bringen. Tendenziell eignen sich Einteiler dabei eher bei kürzeren Distanzen. Letztlich ist die Wahl jedoch Geschmackssache. Sowohl Ein- als auch Zweiteiler werden während eines Triathlons grundsätzlich nicht gewechselt. Sie bestehen aus Materialien, welche auch für das Laufen und Radfahren geeignet sind.

## Geschichte

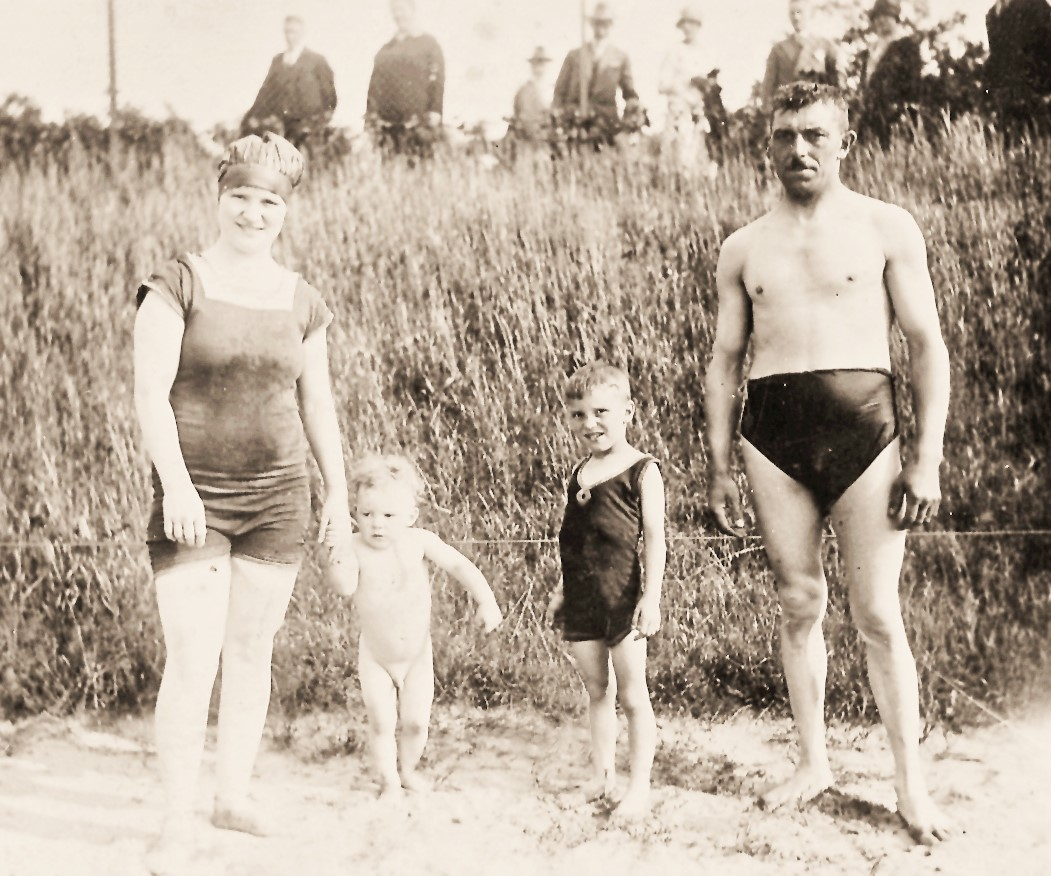
Schwer trocknende, primär nicht durchscheinende Badebekleidung einer Familie im Jahr 1927

In der Antike, also auch in den Thermen Roms, war das Nacktbaden zumindest für Männer generell üblich. Nach dem Untergang des Römischen Reiches scheint dann Badebekleidung (und Badekultur ganz generell) für eine längere Zeit in Vergessenheit geraten zu sein. Nach einer kurzen Renaissance des Badens in Form von Badestuben zwischen dem 8. und 13. Jahrhundert verschwand das Baden wegen damit (angeblich) übertragener Krankheiten wie der Syphilis wieder.
Im 18. Jahrhundert kamen dann wieder vermehrt Meinungen auf, die den Vorteil des Waschens mit Wasser betonten.
Es wurde, auch an Stränden, nur nach Geschlechtern getrennt gebadet. Um diese Geschlechtertrennung zu wahren, kamen am Meer etwa Badekarren in Mode. Durch die Schwierigkeit, im Wasser die Geschlechter voneinander getrennt zu halten, wurde Badebekleidung nun erstmals überhaupt nötig. Bei der Eröffnung der ersten Volksbäder mit Schwimmhallen zu Ende des Jahrhunderts blieb die Badekleidung erhalten, obwohl die Geschlechtertrennung durch Stundenpläne hier wieder sehr einfach durchführbar war.
Die frühen Badeanzüge bestanden aus Woll- oder Baumwollstoff oder Trikot, der im nassen Zustand schwer ist und nur langsam trocknet. Die primäre Aufgabe der Badeanzüge jener Zeit war, im Wasser nicht durchscheinend zu werden. Zuweilen wurden in die Röcke Gewichte eingenäht, damit sie auch im Wasser ungefähr die Form behielten.

### Badekleidung für Frauen

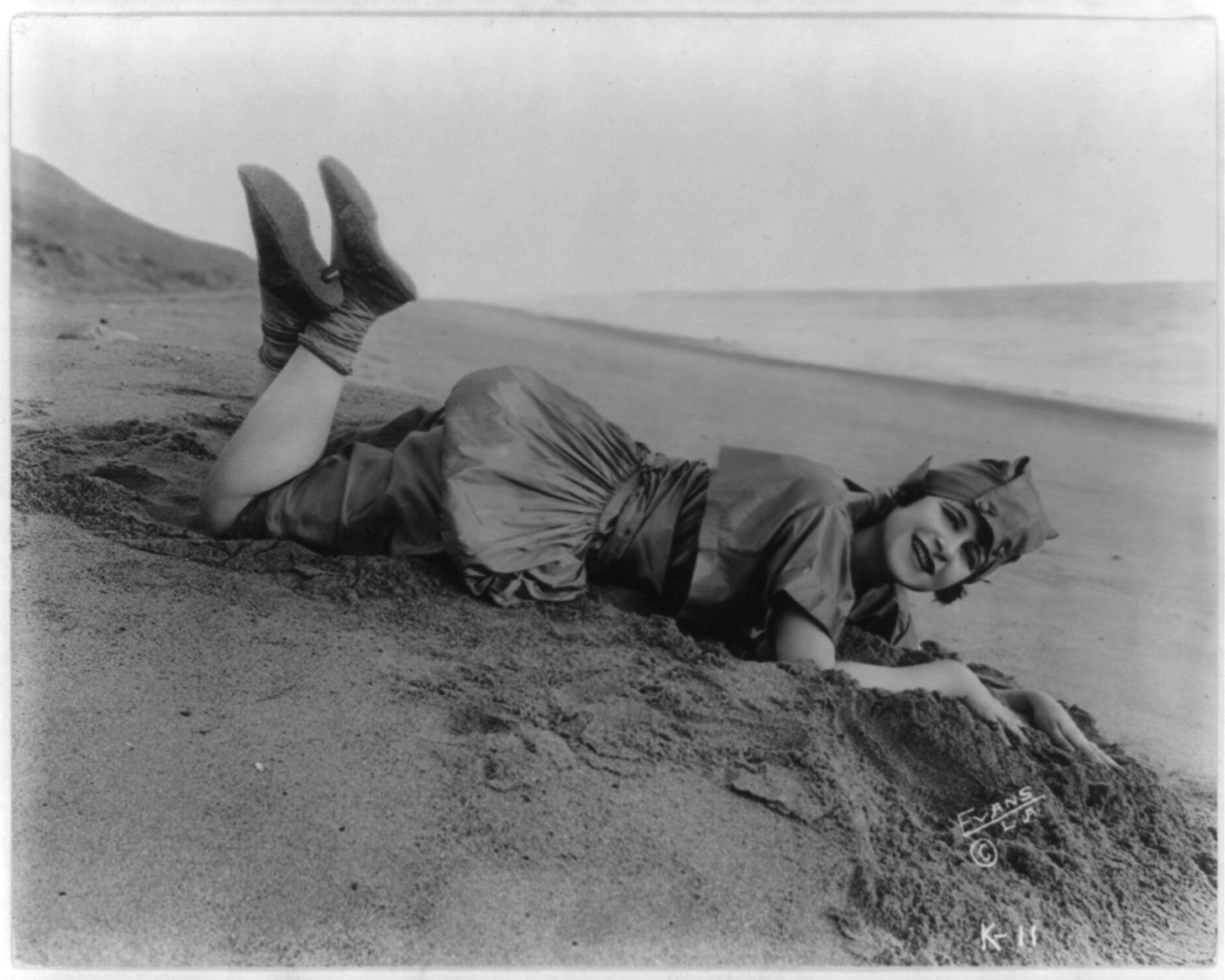
Die Stummfilmdarstellerin Edith Roberts 1918 am Strand

Ganzkörperbedeckung war zu Beginn des öffentlichen Badebetriebes für Frauen und Mädchen üblich. Des Öfteren mussten Damen wegen zu schwerer Badekleidung gerettet werden.
Zu Anfang des 19. Jahrhunderts gab es in den Städten geschlossene Badeanstalten für Frauen. Gebadet wurde hier in der Unterkleidung: einem „Beinkleid“, einer Frühform der Unterhose, einem Leibchen und mit Strümpfen. Um 1850 gab es erste „Badekleider“ aus Perkal, Flanell oder Serge. Darunter wurde das Beinkleid getragen. Etwa 1880 wurden die Badekleider kürzer. 1903 gab es dann die ersten Badeanzüge aus Woll- und Baumwolltrikot, eingeführt durch die amerikanische Schwimmerin Annette Kellerman. Diese Einteiler wurden jedoch erst in den 1920er Jahren wirklich populär. In vielen Badeanstalten mussten die Frauen darüber jedoch noch einen Rock tragen, damit nicht zu viel Bein zu sehen war. Ab 1928 kamen in den Vereinigten Staaten die ersten zweiteiligen Badeanzüge auf, bestehend aus Pumphose und hemdartigem Oberteil.
Schon 1926 wurden bei einer Modenschau in Berlin Badeanzüge für Frauen gezeigt, die für damalige Verhältnisse sehr freizügig waren. Konservativen Kreisen war die neue Bademode allerdings ein Dorn im Auge; sie sahen die Moral in Gefahr. So griff die preußische Regierung 1932 mit dem sogenannten „Zwickelerlass“ ein, der festlegte, welche Teile des Körpers beim Baden zu verhüllen waren. Dieser wurde in der nationalsozialistischen Zeit jedoch wieder aufgehoben, da sich die gleichgeschaltete FKK-Bewegung für mehr Freiheit in der Badebekleidung einsetzte.
Typische Badebekleidung für Frauen des 20. Jahrhunderts sind der Badeanzug, seit den 1950er Jahren auch der Bikini. Statt Woll- oder Baumwollstoff wurde nun Nylon verarbeitet.
Die Bikini-Schnitte wurden in den letzten Jahrzehnten vorwiegend knapper: Nach Tanga-, String-Bikini und G-String/String-Tanga gibt es auch einen Microkini. Zeitgleich haben sich jedoch andere Anbieter von Badekleidung auf sogenannte Modest swimwear („sittsame Badebekleidung“) spezialisiert, deren Badeanzüge mit Röcken, eingearbeiteten Beinen oder Ärmeln mehr Haut bedecken. Unter muslimischen Frauen findet mit dem sogenannten Burkini ein Ganzkörperbadeanzug Verbreitung. Auch im orthodoxen Judentum ist das Tragen von Badebekleidung, die den größten Teil des Körpers bedeckt, in öffentlichen Bädern und am Meer üblich.

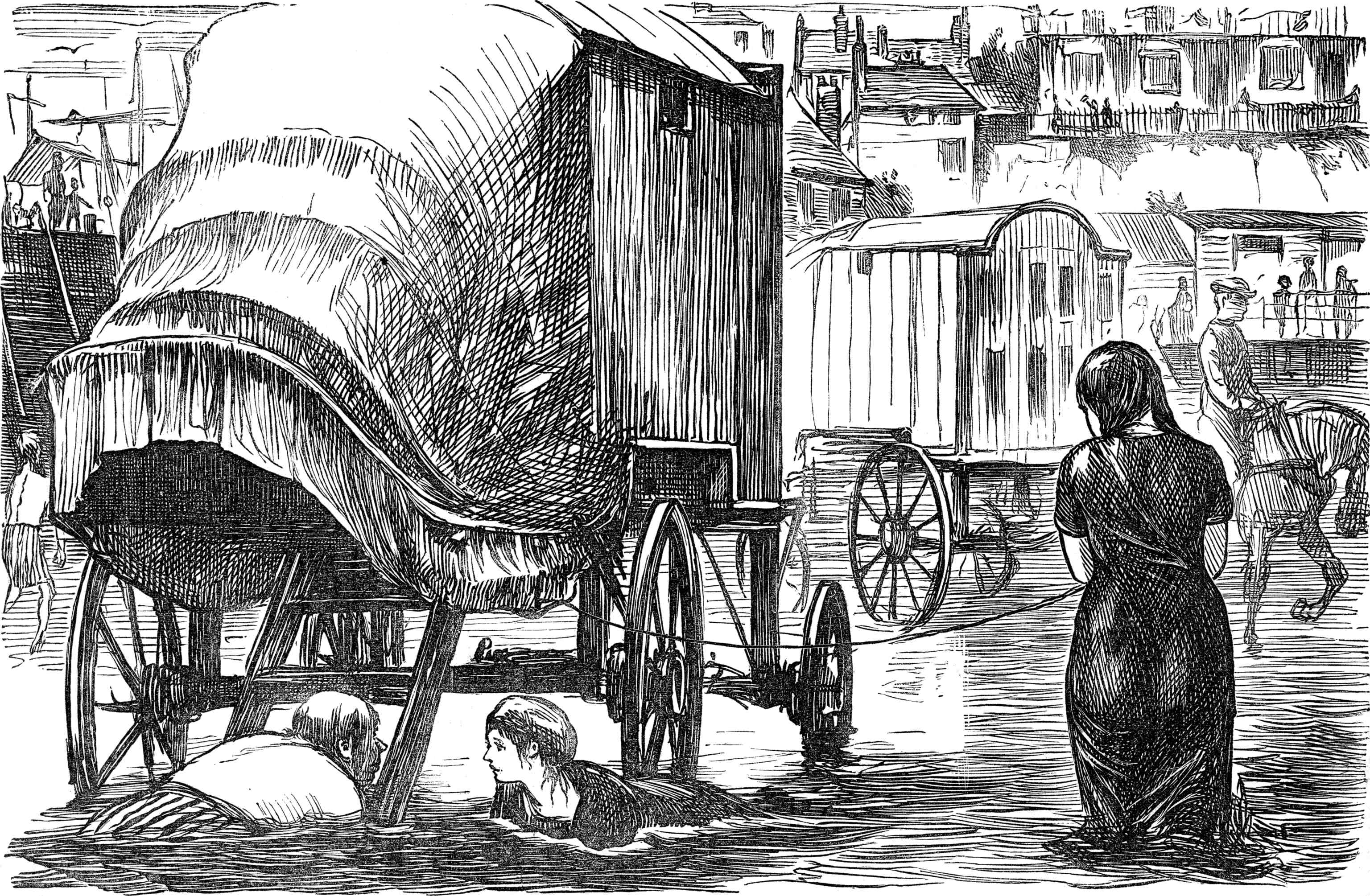
Badebekleidung um 1870
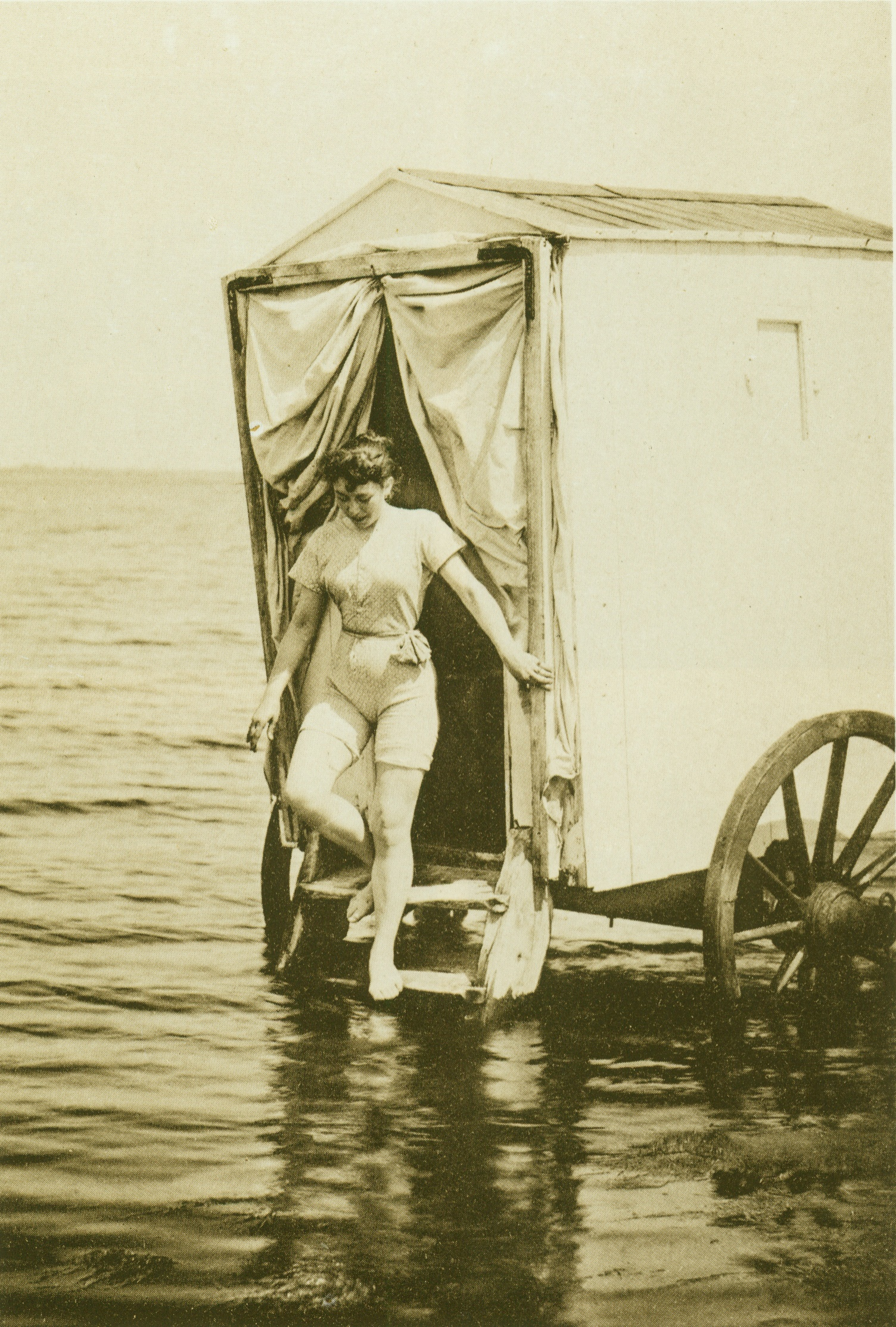
Badebekleidung 1893
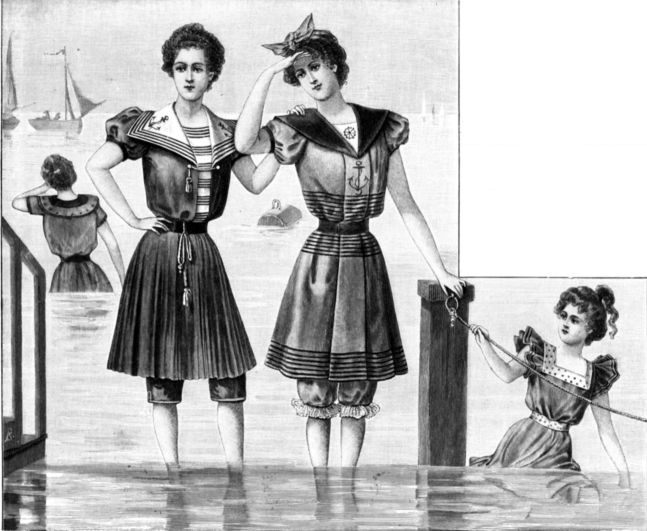
Badekleidung für Frauen um 1900
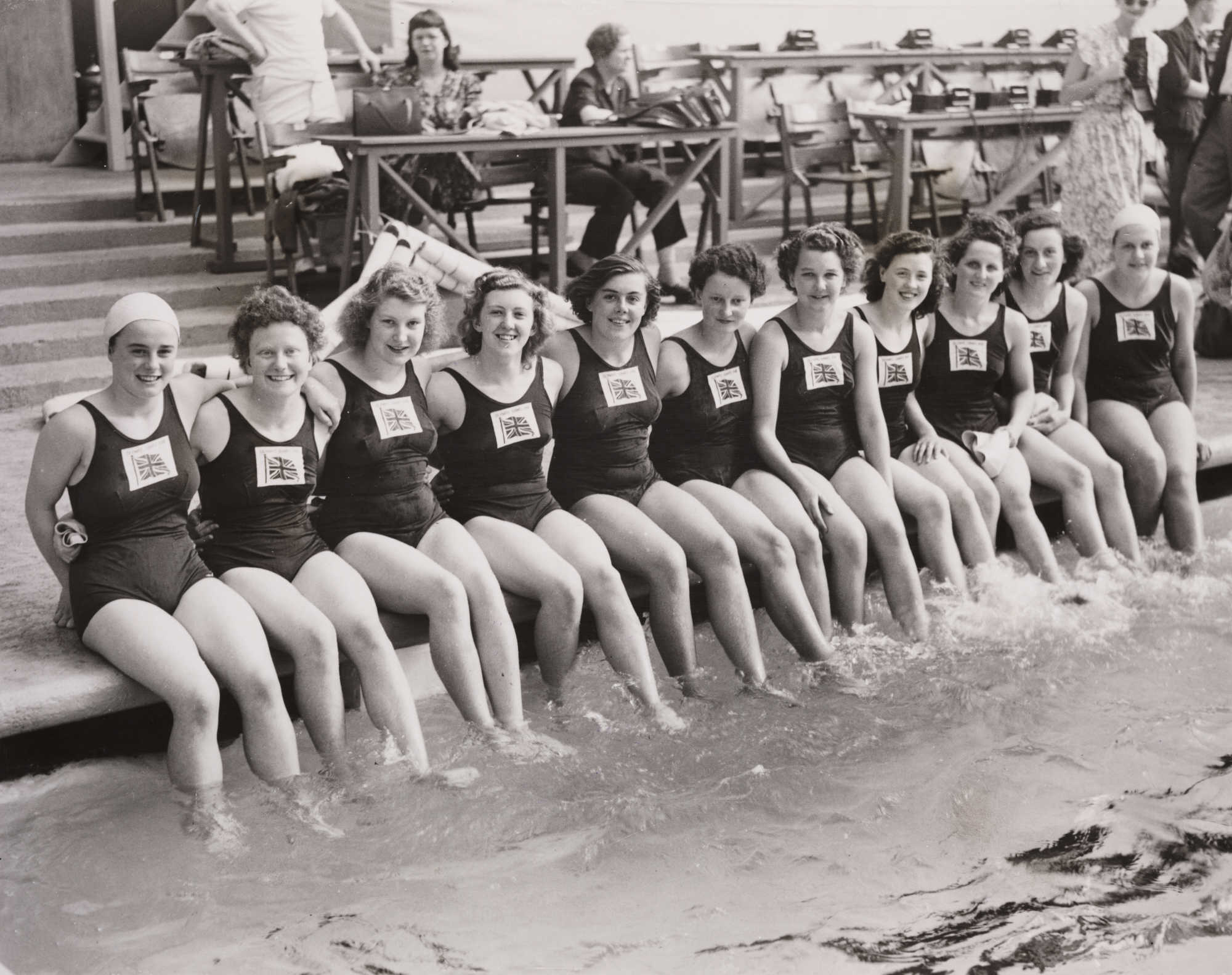
Die britische olympische Frauenmannschaft 1948 in London
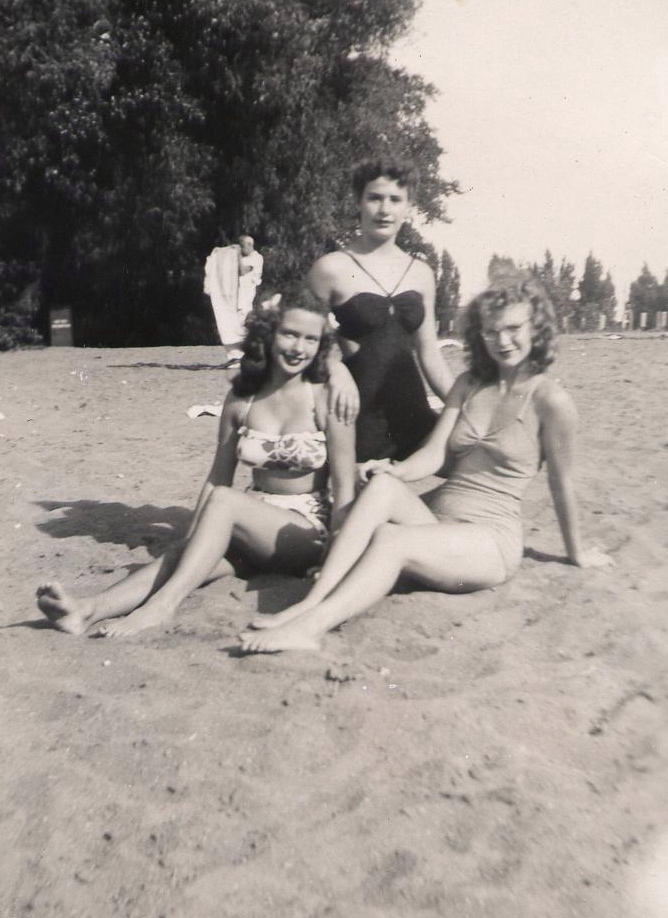
US-amerikanische Bademode aus den 1940ern
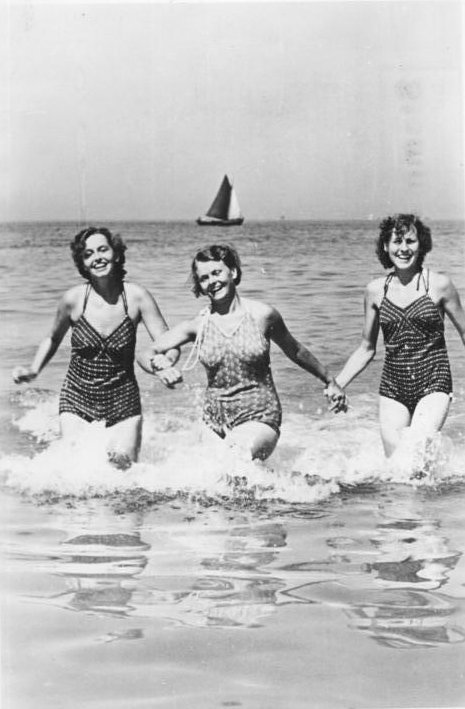
Urlauberinnen auf Hiddensee 1953
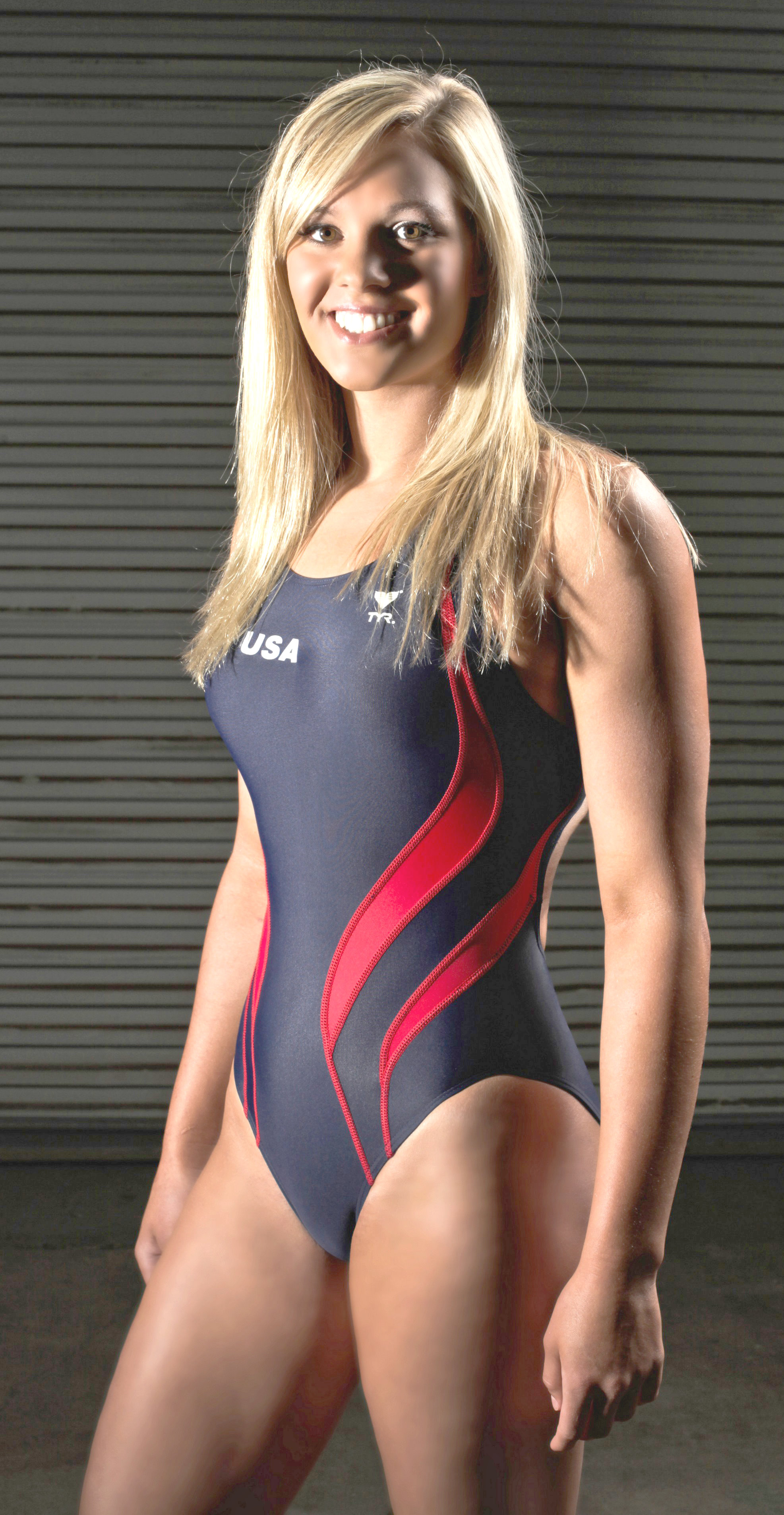
Schwimmerin im Badeanzug (2010)
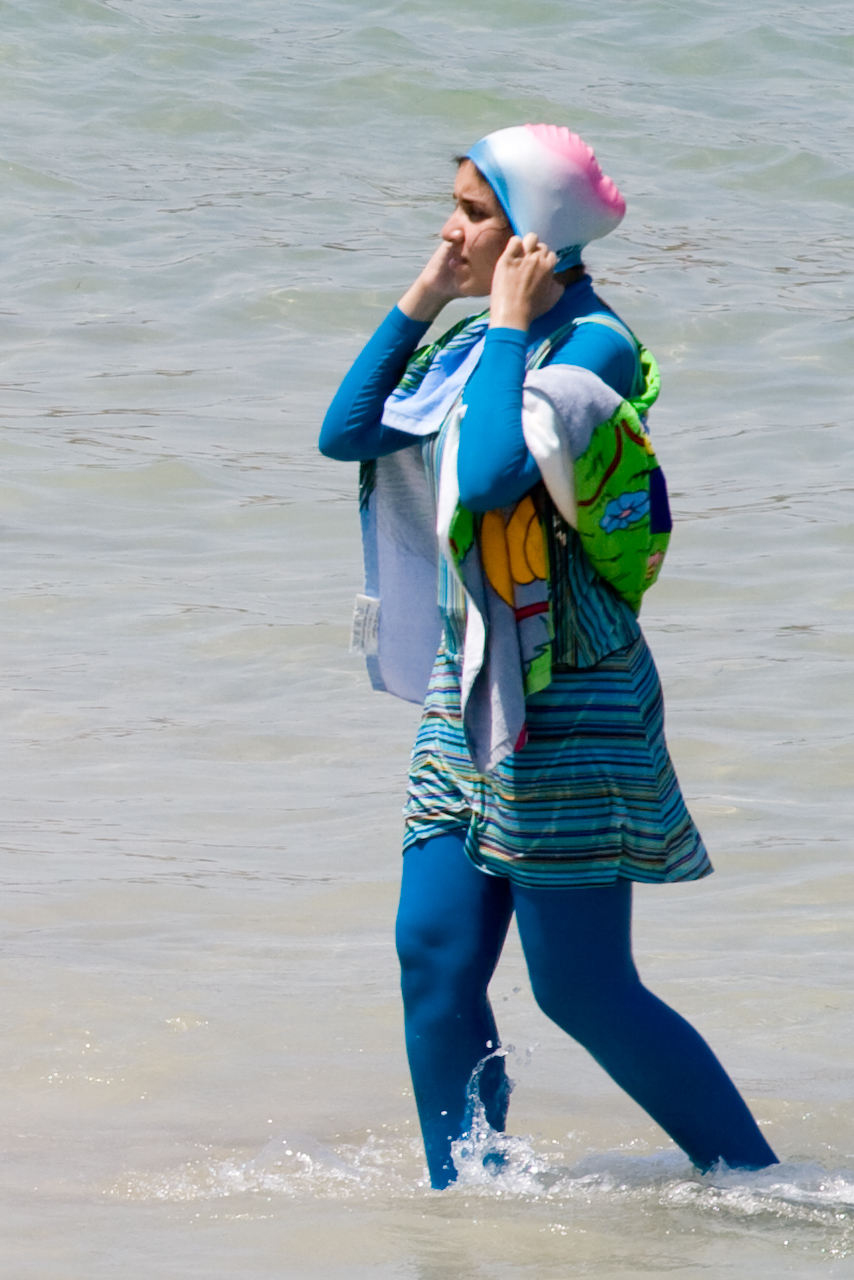
Burkini
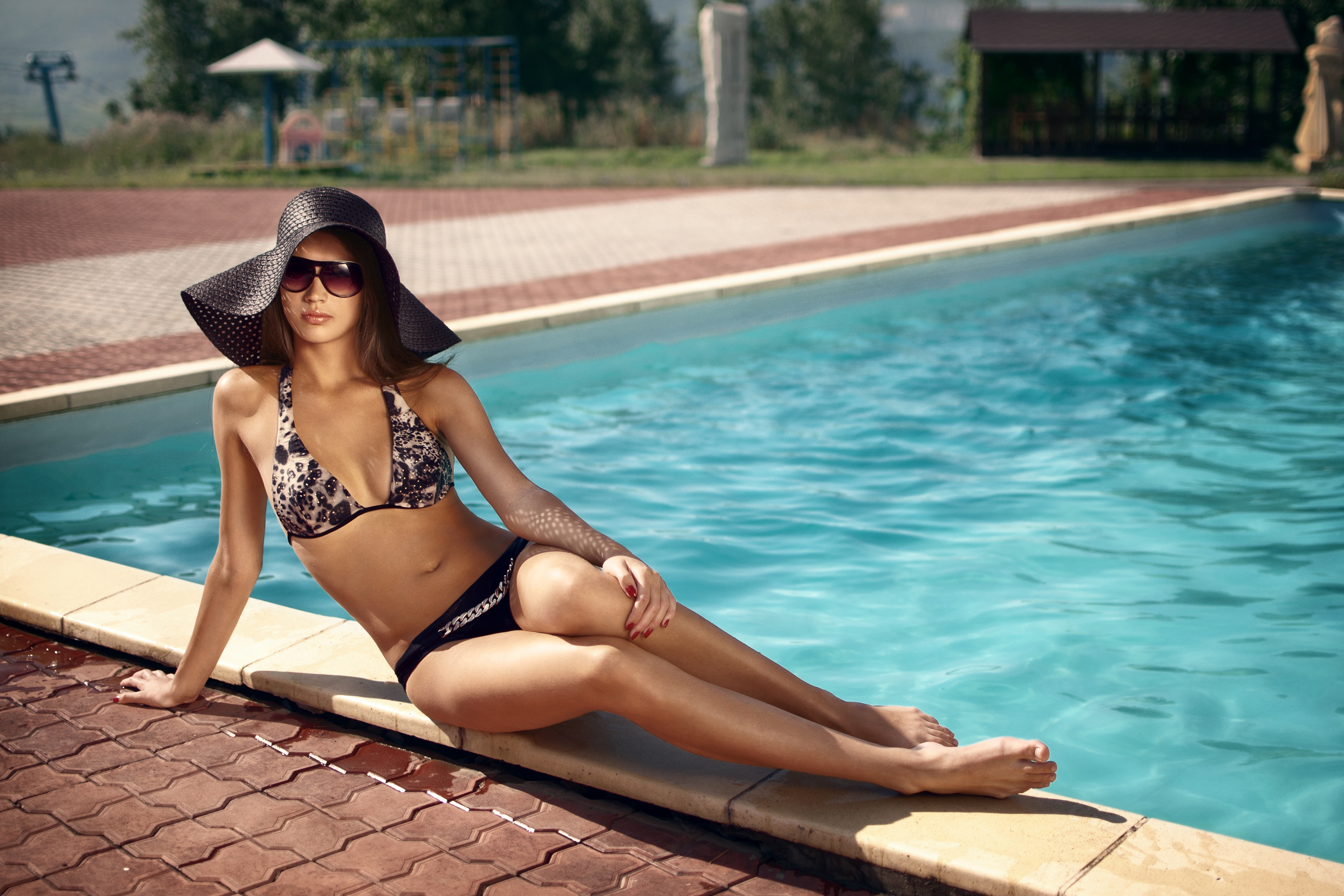
Bikini (2011)
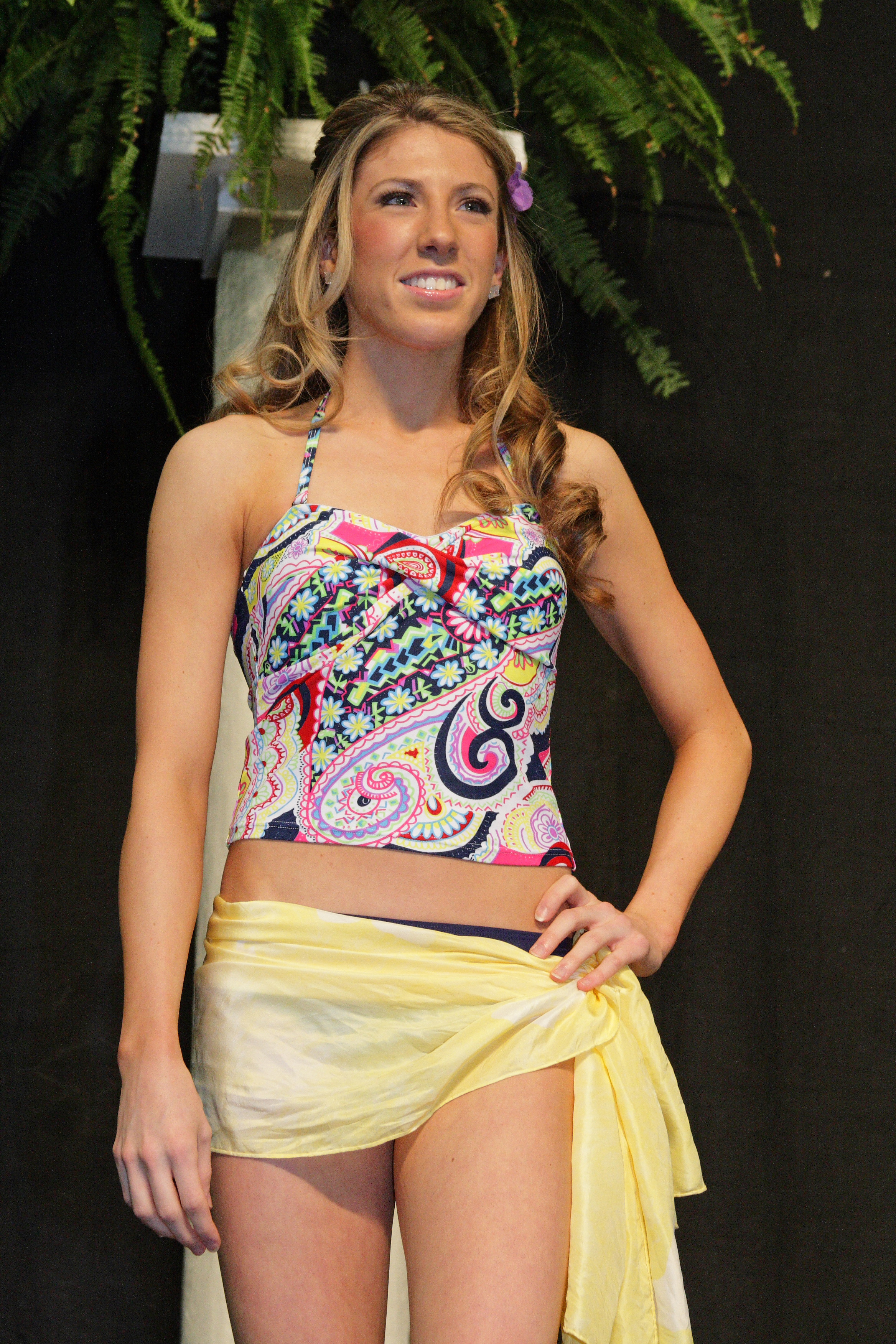
Tankini

### Badekleidung für Männer
Männer nutzen gegenwärtig meist Badehosen, obwohl es durchaus auch Badeanzüge für Männer gibt. Die Badehose hat sich der Bequemlichkeit wegen durchgesetzt. Bis ins 19. Jahrhundert badeten Männer in separaten Badeanstalten nackt oder in Unterwäsche. Um 1900 kamen einteilige Badeanzüge mit kurzen Beinen aus gestreiftem Trikot auf. Diese gestatteten mehr Bewegungsfreiheit und wurden, gleich wie die im gleichen Stil aufkommende Unterkleidung, in vorkonfektionierten Größen als Massenartikel angeboten. In den 1920er Jahren kamen dann sehr knappe Badehosen für Männer auf, sogenannte Dreiecksbadehosen, die vielfach als skandalös betrachtet wurden.
In den Vereinigten Staaten wurden in den 1930er Jahren die ersten Badehosen mit Gürtel getragen. Mitte der 1950er Jahre wurden in den Vereinigten Staaten sehr kurze, eng anliegende Badehosen populär. Badeshorts für Männer (auch Trunks genannt) stammen ursprünglich aus der Surfkultur und wurden bei der Ausübung dieses Sports getragen. Heute sind Shorts oder Turnhosen als Badebekleidung für Männer sehr beliebt. Daneben werden aber nach wie vor eng anliegende Badehosen getragen. Schwimmanzüge werden vor allem noch für den Schwimmsport verwendet, da sie einen geringeren Wasserwiderstand aufweisen als lose sitzende Shorts. Seit 2010 sind sie jedoch von der FINA bei Wettkämpfen verboten und nur noch Jammers bis oberhalb der Knie aus textilem Material erlaubt.
Der Mankini, eine Variante des Bikinis für Männer, wurde durch den britischen Komiker Sacha Baron Cohen bekannt, der als Kunstfigur Borat bei den Internationalen Filmfestspielen von Cannes 2006 mit einem Auftritt im Mankini mediales Aufsehen erregte. An einigen Stränden Devons und Cornwalls wurde das Tragen von Mankinis in den letzten Jahren als unangemessene Badebekleidung untersagt.
Badeshorts bestehen aus einem dicht gewobenen synthetischen Material in modischen Farben. Gehalten werden sie durch einen Gummizug an der Hüfte, meist ergänzt durch eine Kordel, die für optimalen Halt zugebunden werden kann. Außenliegende Taschen sind eher selten, dafür aber ein kleines innenliegendes Fach für den Garderobenschlüssel. Die meisten Modelle (außer bei Board-Shorts für Surfer) sind mit einem „Innenfutter“ aus einem eher grobmaschigem Netzstoff versehen, der wie eine Unterhose dicht um die Beine abschließt und so auch die Genitalien verbirgt. Bei Kindern kann der grobmaschige Stoff allerdings dazu führen, dass sich der Penis darin verfängt.

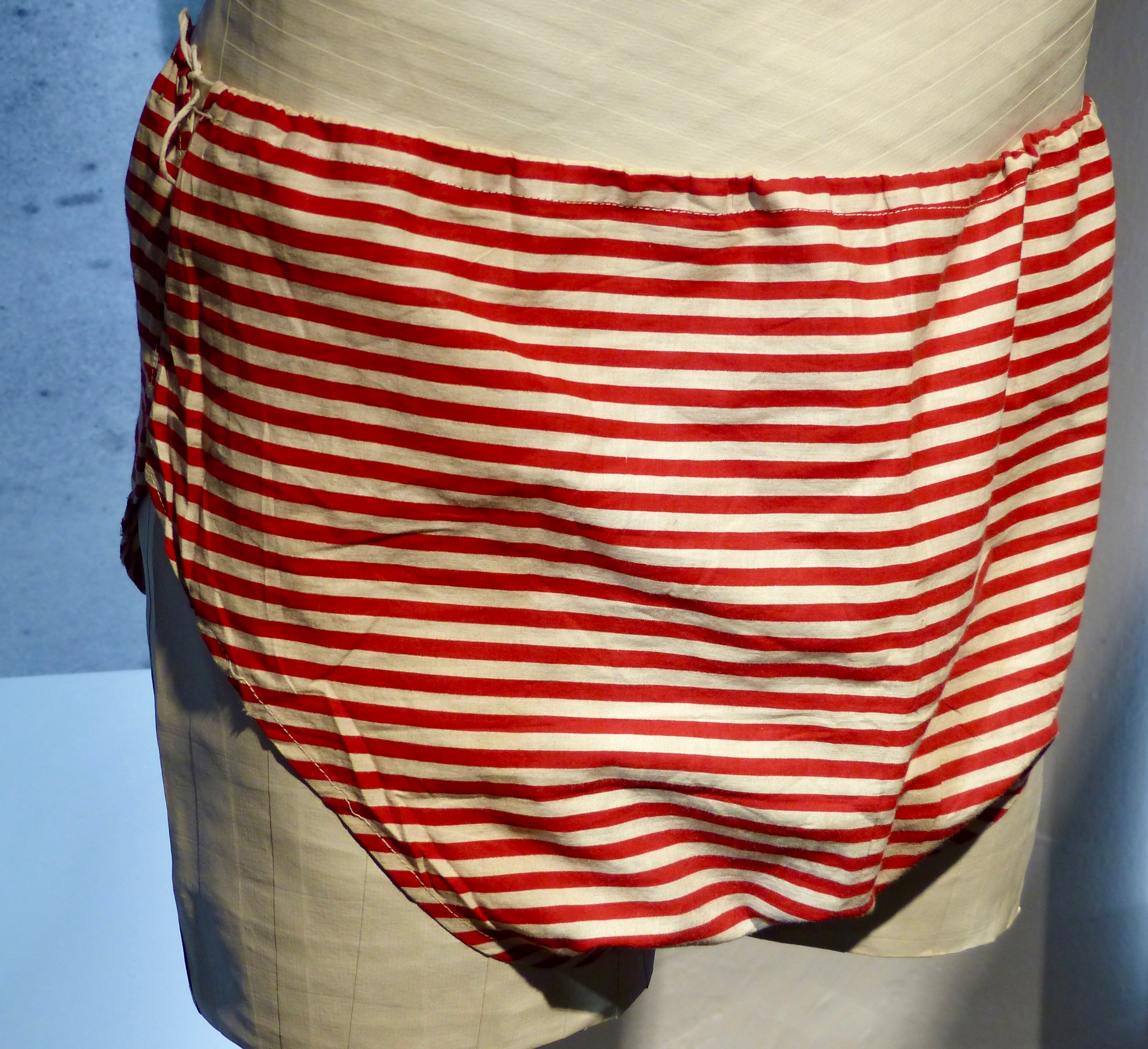
Dreiecksbadehose (ca. 1910–1930) für Männer
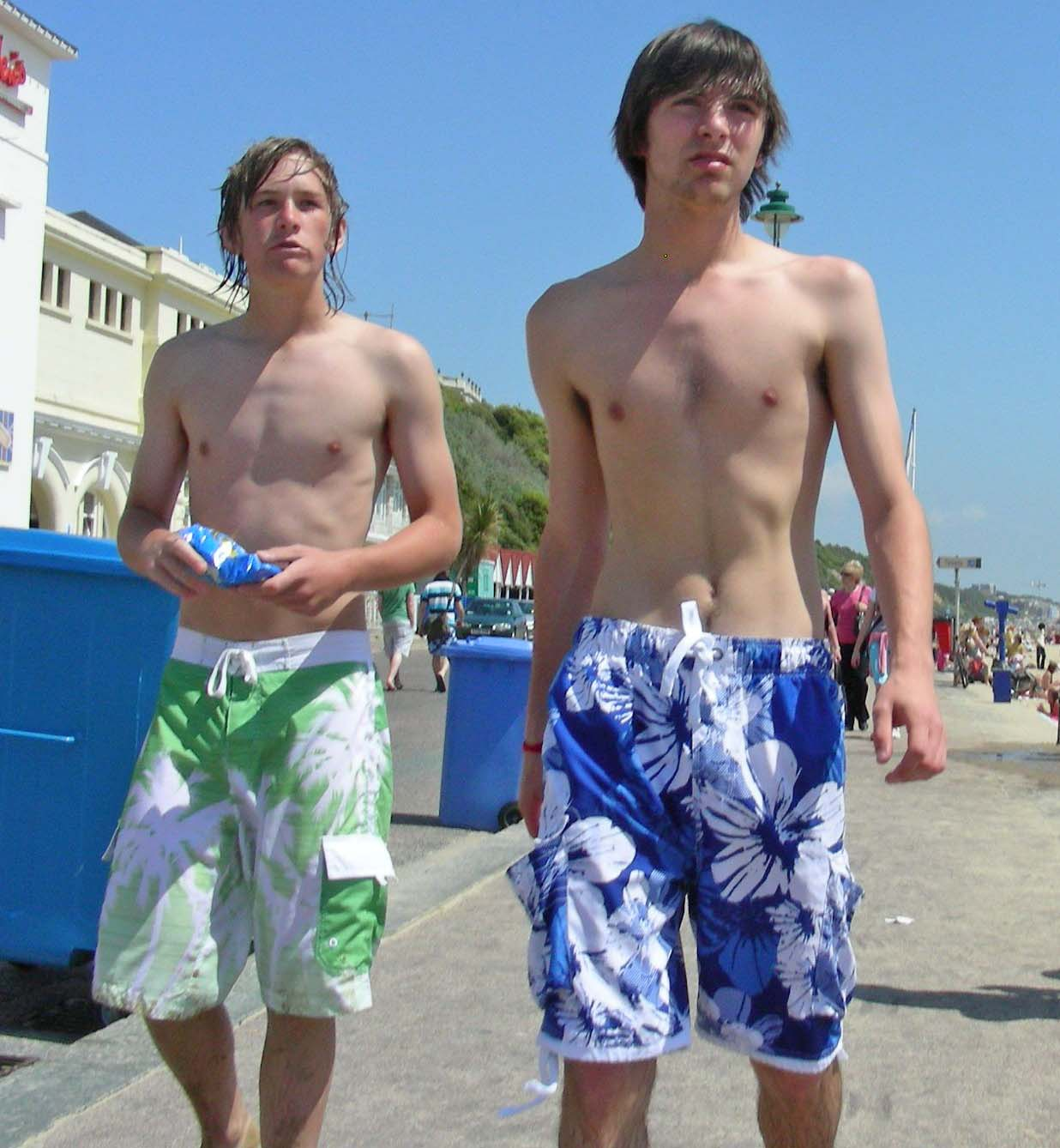
Board-Shorts (auch Surf-Shorts)
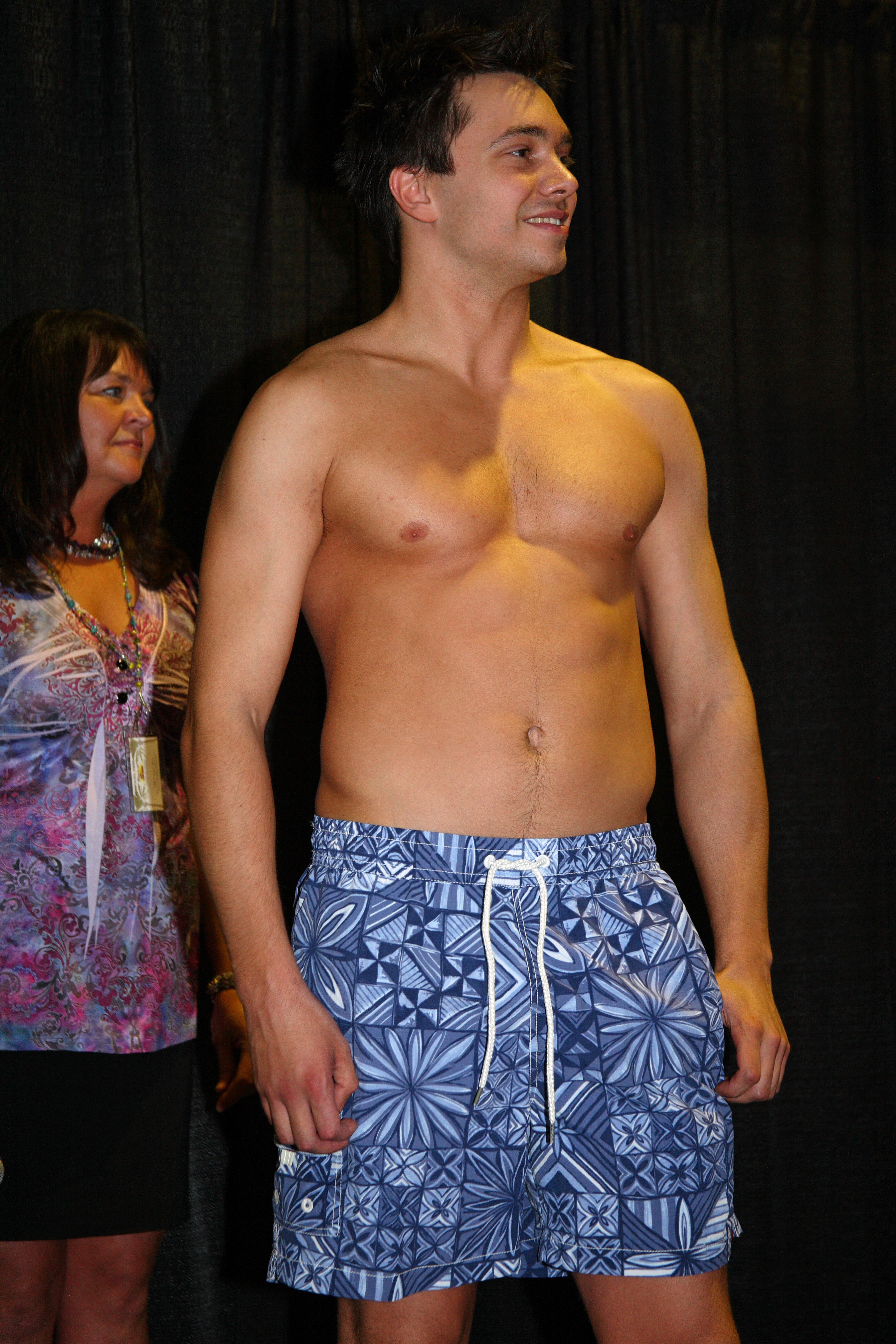
Moderne Badeshorts für Männer
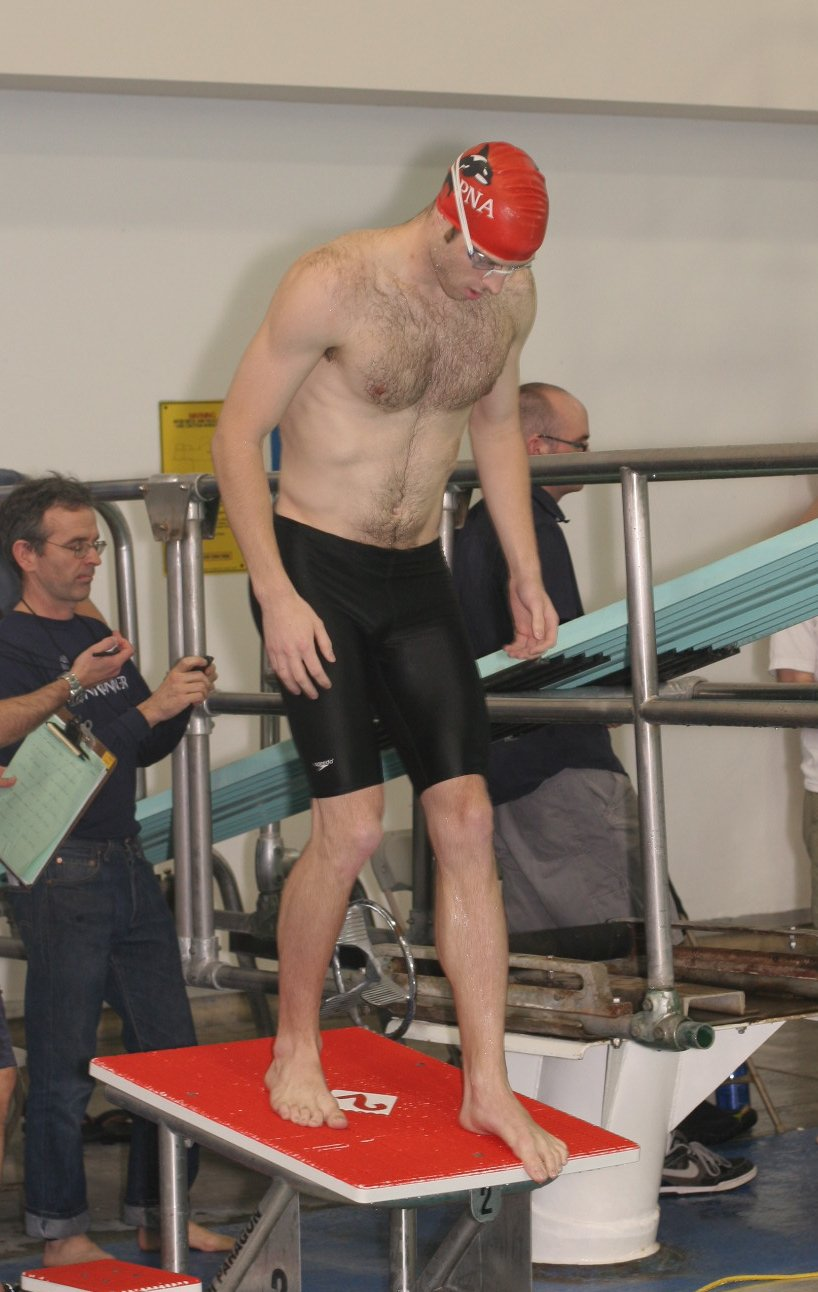
Jammer
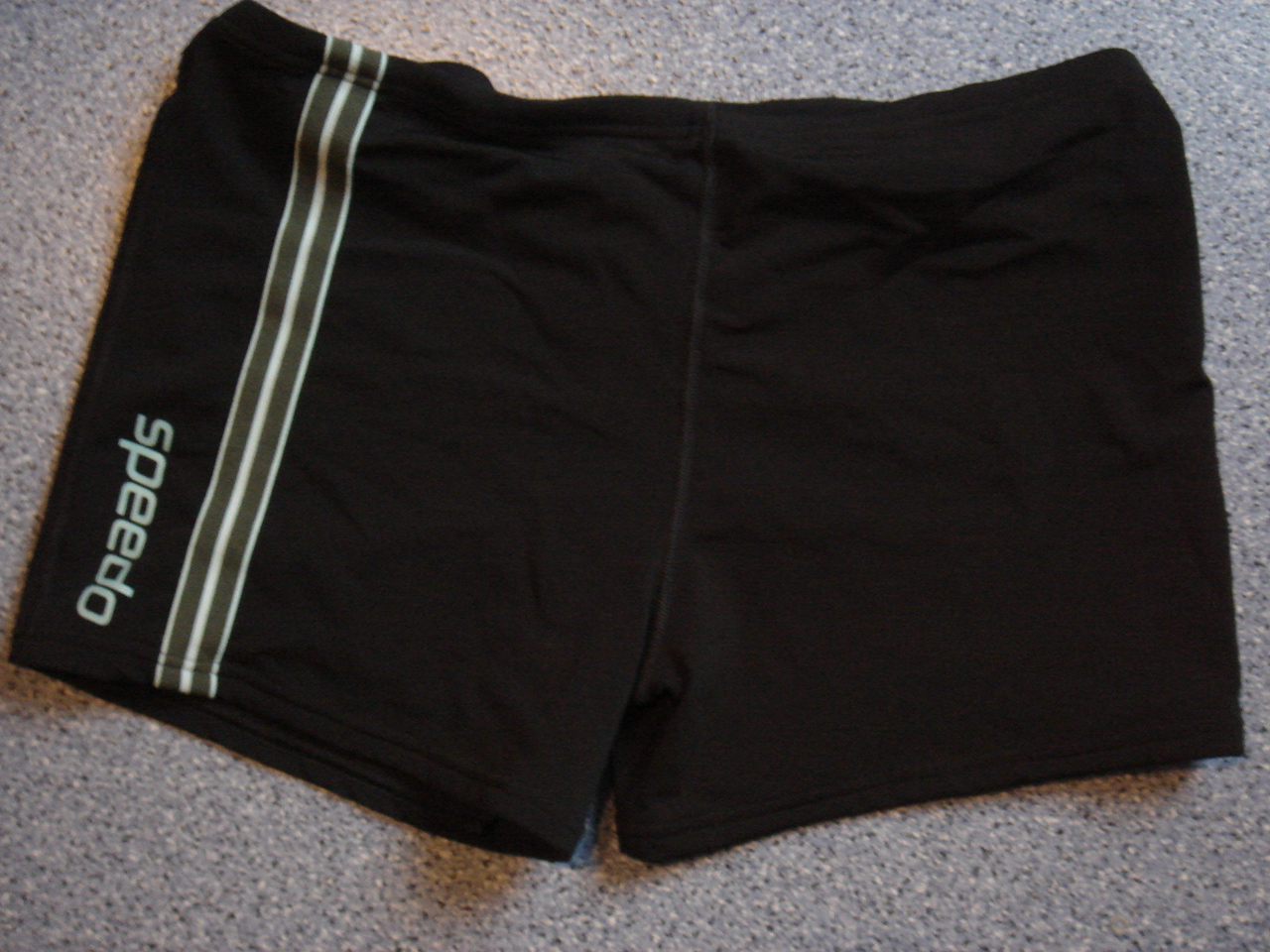
Badehose im Retro-Stil
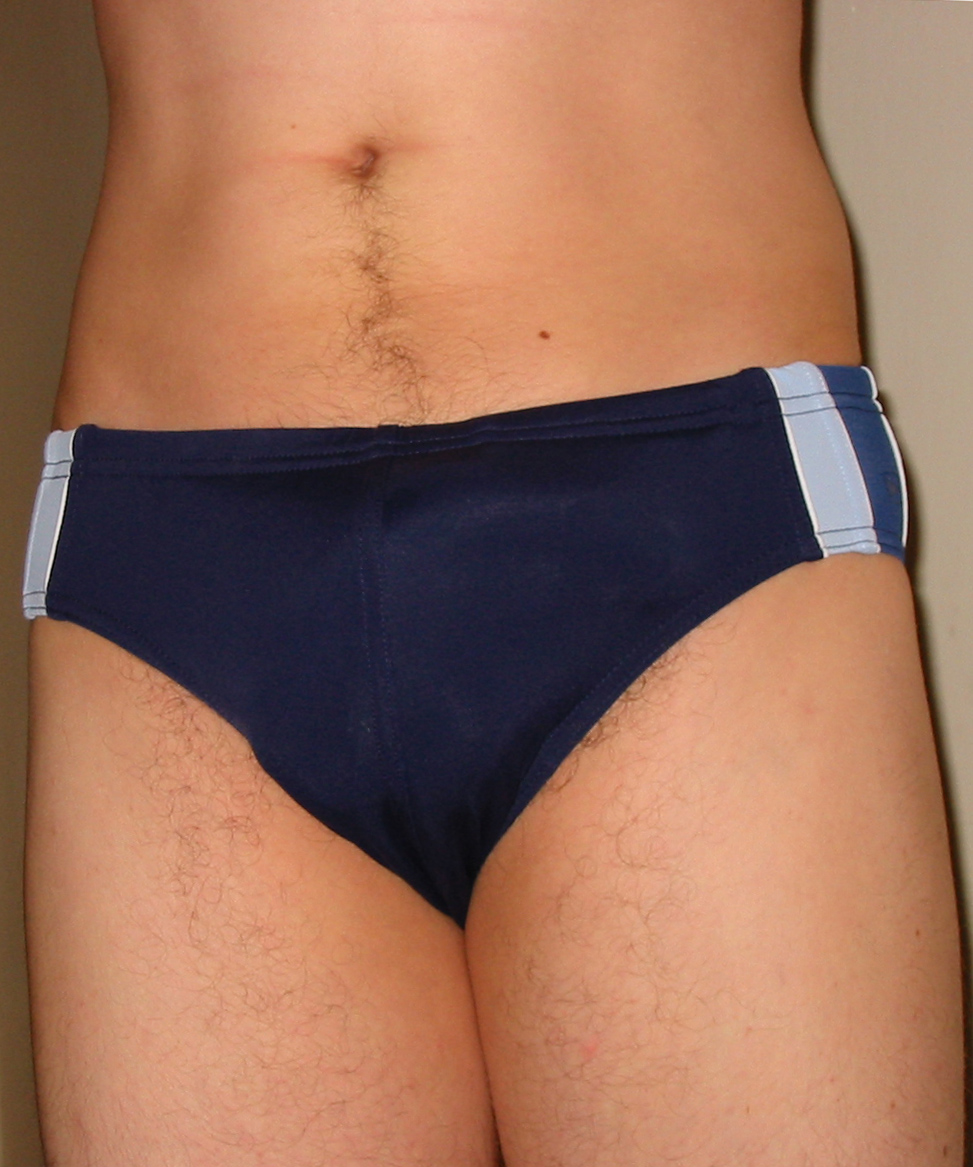
Badehose
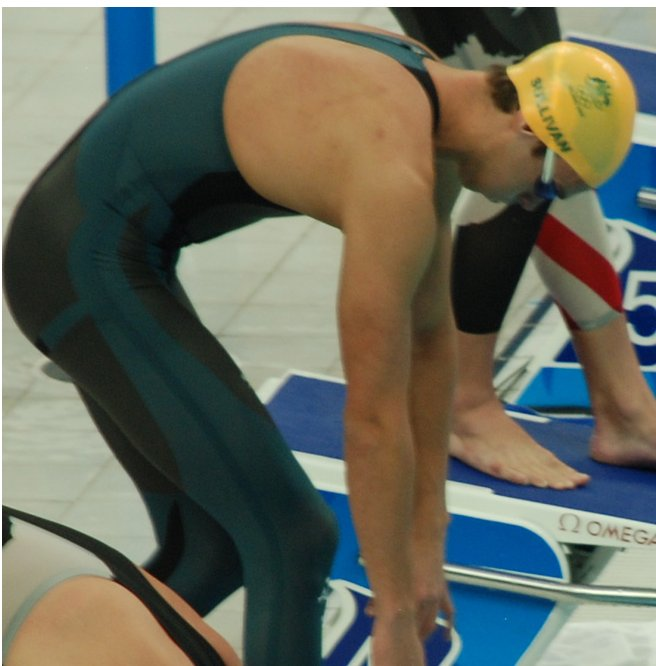
Schwimmanzug
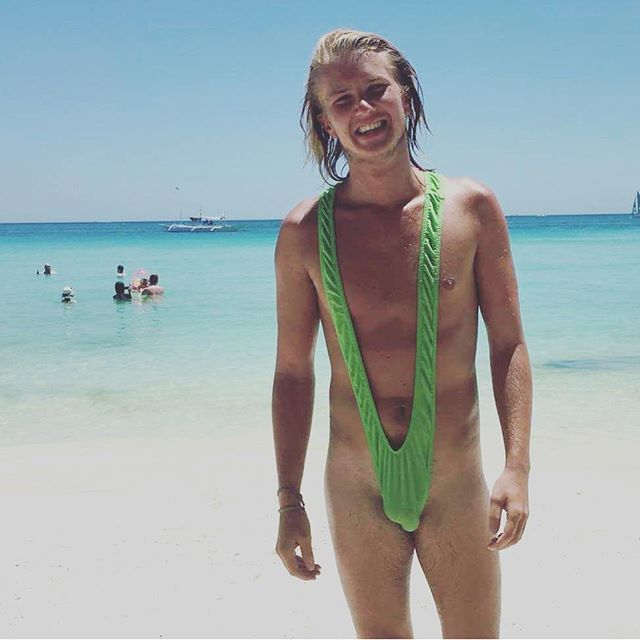
Mankini